# 救急医学

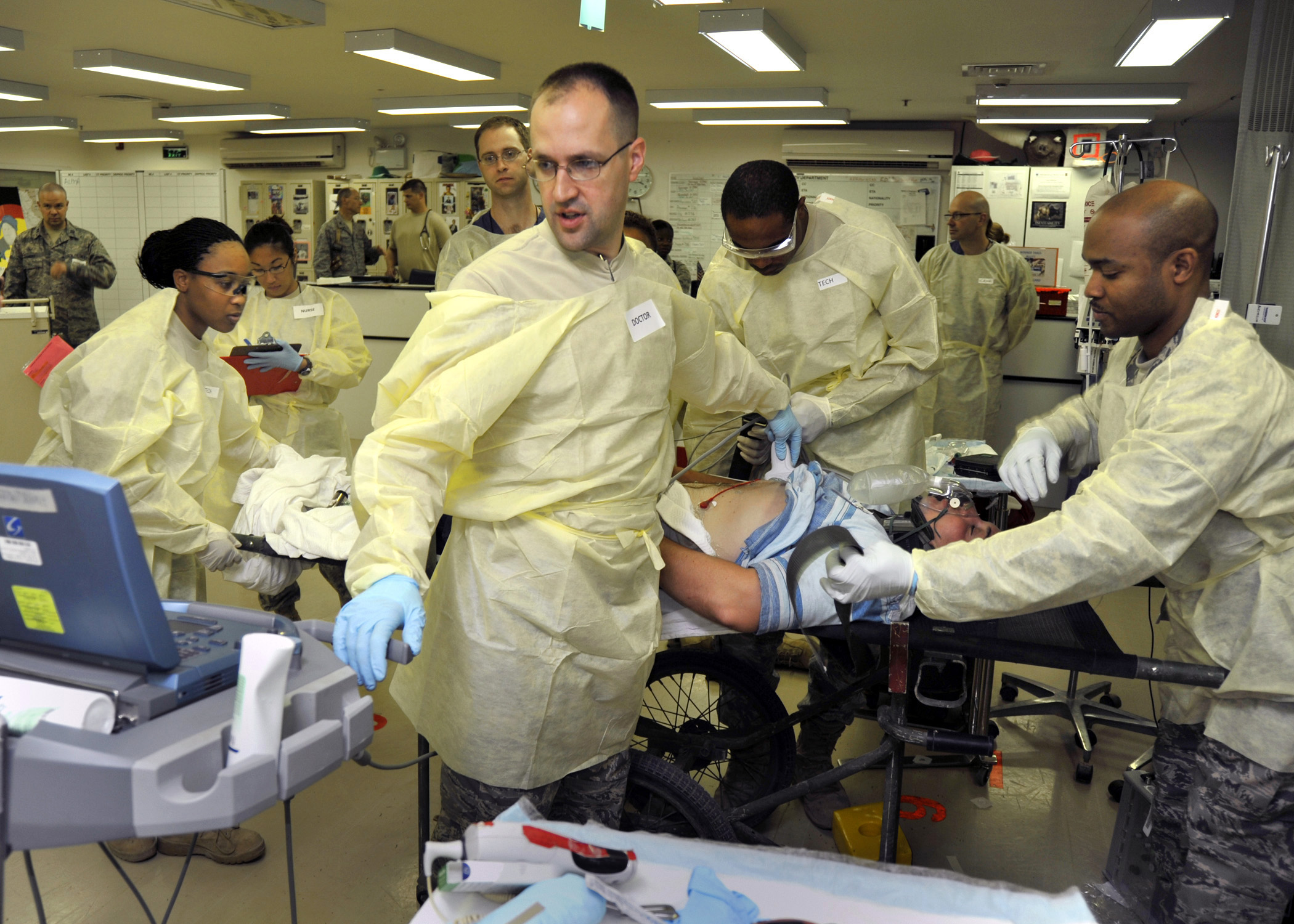
救急医学

救急医学（きゅうきゅういがく、英語: emergency medicine）は、主に外傷や疾病等の急性期の救命救急医療を扱う分野。
専門医資格として、日本救急医学会より認定される「救急医（救急科専門医）（en:Emergency physician、fr:Urgentiste）」が存在し、さらに指導的な役割を果たす「指導医」制度がある。

## 概念
救急来院した患者の診療や、それに対する学問、研究を対象とする医学分野である。救急医学は段階によって以下の3つの分野に分けられる。
初期救急医学
救急来院した患者の初期診断や治療を行う医学。緊急性が高い患者では初期治療の誤りが死亡に繋がるため、非常に重要である。
救急救命医学
重症患者の救命治療を行う医学。緊急性は高くないが、重症な患者が多いため常に注意を払う必要がある。
病院前救急医学
病院外での診断や治療。ドクターカーやドクターヘリによる診断もこれに含まれる。

## 現状
医学教育の場面でも、救急医学を他の医学分野とは独立して扱われることが多くなっている。また、救急部や救急科など、独立した診療科として病床を持つ病院も増加している。また、特に重篤であれば集中治療が必要となるため、救急部が独自の集中治療室やハイケアユニットを持つこともある。